# Marie François Xavier Bichat
Marie François Xavier Bichat (Thoirette, 14 novembre 1771 – Parigi, 22 luglio 1802) è stato un chirurgo e fisiologo francese.
A lui si deve la scoperta che gli organi del corpo umano sono costituiti da tessuti; per questo viene considerato uno dei fondatori dell'istologia moderna.
Inoltre egli fu uno tra i primi assertori di un'anatomia descrittiva e la sua opera L'Anatomie générale (1801) fa di lui uno degli iniziatori dell'anatomia patologica.
Prendono il suo nome:
- il corpo adiposo o bolla di Bichat, masserella di tessuto grasso, particolarmente sviluppata nel fanciullo, situata nello spessore muscolare della guancia;
- la fenditura o fessura cerebrale di Bichat, profondo solco impari alla base del cervello, attraverso cui la pia madre penetra nella massa emisferica.

## Vita

### Infanzia e adolescenza
Il padre, Jean-Baptiste Bichat, dottore della facoltà di Medicina e Chirurgia di Montpellier, esercitò la professione prevalentemente a Poncin, succedendo allo zio Joseph Bichat, e nel 1770 sposò sua cugina Jeanne Rose Bichat, da cui ebbe Xavier.
Egli trascorse la sua infanzia a Poncin, ricevette una buona istruzione e, si dice, già durante la giovinezza era solito dissezionare animali, tanto da essere chiamato “le terreur des chats” (il terrore dei gatti).
Nel 1782 entrò al collegio dei Josephites a Nantua, dove ricevette un'istruzione simile a quella di stampo gesuita, che cercava di sviluppare sia l’esprit de finesse che l’esprit de geometrie, ma che mancava di solide basi in matematica. Per poter colmare questa lacuna, Bichat si trasferì nel 1790 al seminario di Sant’Ireneo di Lione, che offriva ai suoi studenti di filosofia una buona formazione nelle materie scientifiche (matematica, chimica, fisica e storia naturale). Qui poté inoltre dedicarsi allo studio di Cartesio, Newton e Condillac, oltre che tenersi aggiornato sull'attualità scientifica con i lavori di Lavoisier, di Nollet e di Buffon.
Tuttavia questi anni furono molto perturbati a Lione, e in tutta la Francia in generale, a causa degli episodi rivoluzionari. Per questo si attribuisce gran parte della sua cultura filosofica alle numerose letture da autodidatta.

### Primi studi medici
Il 15 ottobre 1791 iniziò a studiare medicina all'Hôtel Dieu di Lione al servizio del professore Marc Antoine Petit, uno dei primi a sostenere l'importanza delle conoscenze sia mediche che chirurgiche per esercitare entrambe le professioni.
A Lione Bichat poté studiare più in dettaglio l'anatomia, assistere alle prime dissezioni di cadaveri umani ed entrare in contatto con un gran numero di malati, a quel tempo addirittura superiore alla capienza dell'ospedale, a causa della fame e delle sommosse che stavano devastando la Francia.
Sempre nel 1791, ricevette l'ordine di arruolarsi nella Guardia Nazionale e fu così costretto a conciliare gli impegni di polizia cittadina con quelli medici, mentre a ciò si aggiungevano la fame e lo scontento presenti a Lione.
Il servizio nella Guardia durò fino al 30 luglio 1793, anno in cui dovette ritornare a Poncin a causa di un decreto della Convenzione, che obbligava tutti i cittadini non originari di Lione ad allontanarsi dalla città.
Successivamente proseguì gli studi di chirurgia all'Hospice d'Humanité di Bourg-en-Bresse come allievo del capo chirurgo Claude Buget.
Bichat non trovò un ambiente adatto al proseguimento dei suoi studi medici, ma poté perfezionare la sua tecnica operatoria grazie alle numerose autopsie concessegli da Buget. Qui inoltre conobbe Anthelme Récamier.
Infine fu licenziato il 19 febbraio 1794, probabilmente a causa dell'assunzione di altri quattro medici per aumentare l'intero personale ospedaliero.

### Gli anni di Parigi
Bichat partì allora per Parigi, dove alloggiò prima da suo zio Louis Buisson ed in seguito, a partire dal 27 luglio 1794, presso il dottore Desault.
Pierre Joseph Desault, chirurgo e professore all'Hôtel Dieu di Parigi dal 1781, poté offrirgli nuove prospettive grazie ai suoi numerosi studi sulle strutture e sulle grandezze delle varie componenti anatomiche e, soprattutto, sulle relazioni che si instaurano tra gli organi stessi. Inoltre la loro convivenza diede a Bichat la possibilità di ricevere vari incarichi (come, ad esempio, quello di chirurgo di guardia presso un famoso mecenate parigino paziente di Desault), di lavorare nello stesso cabinet del professore, di iniziare ad operare all'Hôtel Dieu e di dare, già da giovanissimo, lezioni ad altrettanto giovani studenti di medicina.
Presso la famiglia Desault Bichat conobbe alcuni tra i più importanti medici dell'epoca, tra i quali Corvisart, Lepreux, Chopart, Pinel e Cabanis.
Tutto ciò durò fino al 1º giugno 1795, quando Pierre Joseph Desault morì, forse a causa di un avvelenamento per motivi politici.
Dopo la morte del marito Madame Desault continuò ad ospitare Bichat ed inoltre l'aiutò a completare la pubblicazione di tutti gli studi e le osservazioni del professore, rimasti arretrati dal 1792, nel "Journal de Chirurgie" da lui stesso fondato.
Tuttavia la sua morte costrinse Bichat a trovare anche un altro lavoro e, su consiglio di Corvisart, aprì nel 1794 un laboratorio di anatomia e fisiologia a rue des Gres.
Già dai primi tempi ebbe un gran numero di studenti ed egli improntò il suo metodo d'insegnamento su quello di Desault, aggiungendo che:
Durante le dissezioni al laboratorio Bichat ci teneva a sottolineare, oltre all'aspetto fisiologico e morfologico degli organi presi in esame, anche l'importanza dei rapporti e dei legami che vi sono fra i vari, aspetto che si ritroverà in seguito nei suoi scritti.
Benché il successo delle sue lezioni non smise di portare sempre nuovi allievi, egli non poté trarne grande profitto e, a causa della scarsa igiene del laboratorio e del gran numero di cadaveri utilizzati, le sue condizioni di salute cominciarono ad aggravarsi.
Tuttavia la salute cagionevole non fu d'impedimento al nuovo progetto di Bichat: la Société Médicale de Paris, detta anche Societé d'emulation, descritta da lui stesso come:
Questa ebbe la sua prima riunione il 23 giugno 1796 e già allora ne entrarono a far parte un gran numero di medici giovani (tra i quali Bretonneau, Coutanceau, Husson…) e anziani (come Pinel, Corvisart, Cabanis…). Tutti i membri stabilirono di pubblicare annualmente una raccolta di osservazioni e memorie dei vari incontri, che a mano a mano diventò sede di importanti articoli medici.

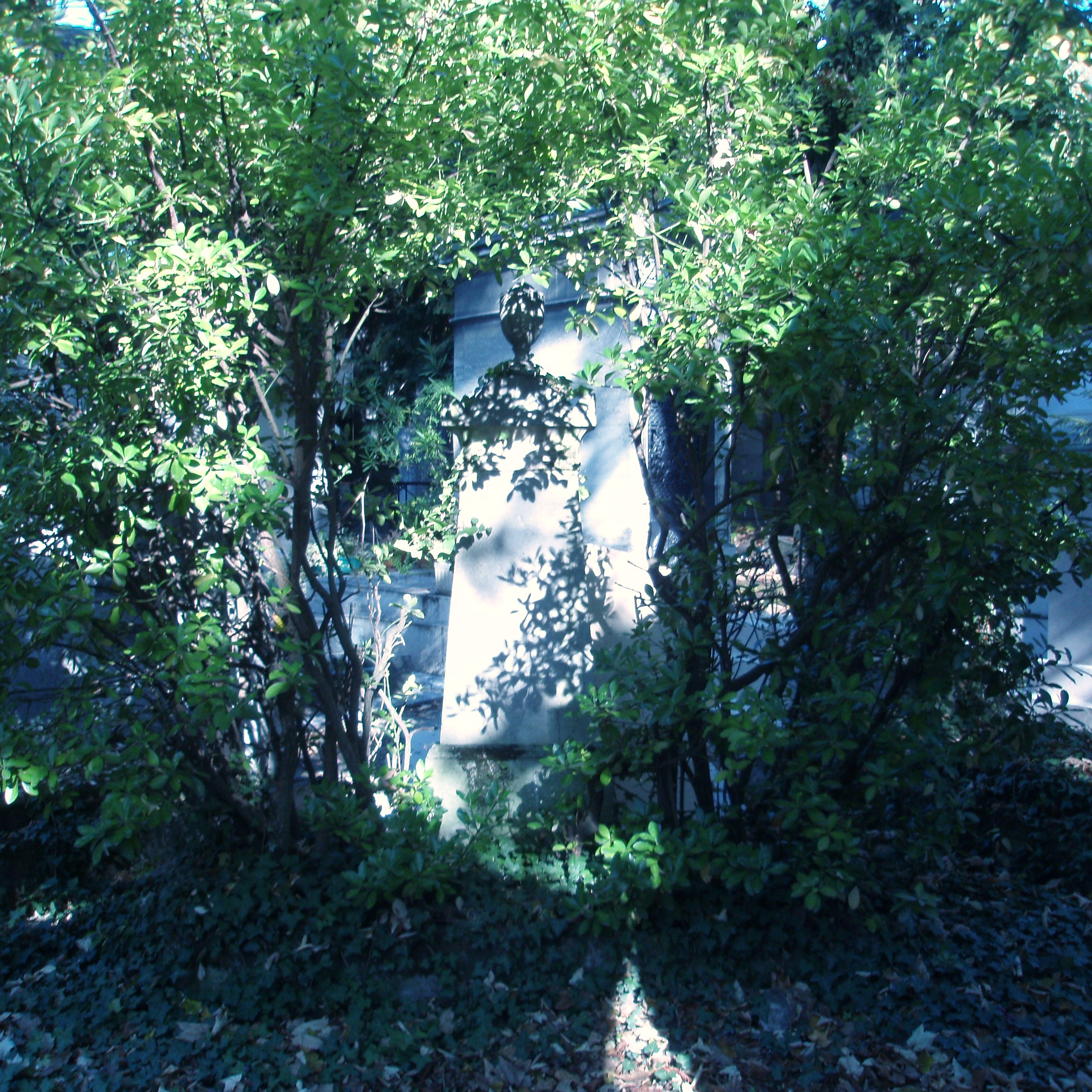
Tomba di Bichat, Cimitero Père Lachaise, Parigi

### Ultimi anni
Tutta questa serie di impegni indebolirono ancora di più la salute di Bichat, arrivando a gravi episodi di emottisi e obbligandolo ad un periodo di convalescenza, dopo il quale cominciò a pubblicare i risultati dei suoi studi, tra i quali ricordiamo: Trattato delle membrane (1799), Ricerche fisiologiche sulla vita e sulla morte (1801) e Anatomia generale (1801).
A partire dal 1801, dopo il successo de Ricerche fisiologiche sulla vita e sulla morte, ottenne il posto di medico-expectant al “Grand Hospice de l'Humanité”, al servizio del capo chirurgo Le Preux. Questo fu l'unico titolo che gli venne ufficialmente riconosciuto nel corso di tutta la sua professione.
Solo un anno dopo questo successo, le sue condizioni peggiorarono e nella notte del 22 luglio 1802 a Parigi, Xavier Bichat morì. Fu inizialmente sepolto presso il Cimitero di Sainte-Catherine, poi, con la chiusura di esso, la salma venne trasferita al cimitero di Père-Lachaise.
Circa un mese dopo Corvisart scrisse a Napoleone:

## Opere
Oltre alle opere sopra citate (Il Trattato sui tessuti, Ricerche sulla vita e sulla morte e l'Anatomia generale), si includono anche tutte le pubblicazioni degli studi arretrati di Desault dopo la sua morte e i contributi nei volumi annuali della Société Médicale.

### Il trattato sui tessuti
Col titolo originale Le traité des membranes, il testo apparve nel 1799 e, pur essendoci stati già precedentemente studi in merito, rivoluzionò la scienza medica non solo perché considerava i tessuti come «unità strutturale fondamentale del vivente», ma anche perché andava ad approfondire più in dettaglio tutte le loro caratteristiche individuali e complessive. Tuttavia, proprio tale ruolo attribuito ai tessuti portò Bichat a rifiutare l'uso del microscopio.
Uno dei punti principali dell'opera è la suddivisione dei tessuti in tre strutture essenziali:
1. i tessuti mucosi, che rivestono tra gli altri la bocca, lo stomaco e l'intestino;
2. i tessuti sierosi, che proteggono gli organi;
3. i tessuti fibrosi, (tra i quali periostio e aponeurosi…).

Vi è poi una descrizione simultanea delle strutture e delle funzioni di ciascuno di essi e del legame con cui interagiscono i vari tessuti, definito con il termine di «simpatia» (in francese sympathie).
Infine Bichat descrive come i vasi e i nervi conferiscano sensibilità e irritabilità a queste strutture.

### Ricerche fisiologiche sulla vita e sulla morte
(titolo originale: Recherches physiologique sur la vie et sur la mort)
L'opera, pubblicata nel 1801, si compone di due parti, la prima dedicata alla vita e la seconda alla morte.
Nella prima si discute l'esistenza di due tipologie di vita:
1. la vita organica, che riguarda tutte le funzioni biologiche primarie, comuni ad animali e vegetali;
2. la vita animale, quella che comprende la sfera relazionale, psicologica e sensitiva dell'individuo.[12]

La seconda, importante per tutte le esperienze mediche in essa citate, non solo contribuì ad avviare la medicina sperimentale, ma permise a Bichat di gettare le basi della medicina psicosomatica e di approfondire il concetto di morte biologica.
Su quest'ultimo punto egli sottolineò vari aspetti, il primo dei quali tratta tutta la serie di reazioni che s'innescano alla morte di un organo e la differenza tra morte cerebrale e morte cardiaca.
In particolare egli scrisse che:
1. "il cuore è l'ultimum moriens"[13],ovvero termina di svolgere le sue funzioni dopo tutti gli altri organi;
2. "il cuore non cessa di operare immediatamente dopo l'interruzione delle funzioni cerebrali"[13], infatti mentre la morte cardiaca causa subito la morte cerebrale (causa diretta), non avviene invece il contrario.

Infine assumono un ruolo fondamentale i polmoni, identificati come organo intermediario tra cuore e cervello, che può ancora rimanere in vita dopo la morte cerebrale.

## Statua
A Bichat è dedicata una statua nel cortile d'onore dell'Università René Descartes, in Rue de l'École de Médecine, 12, a Parigi.
Opera del celebre scultore David D'Angers, fu realizzata e collocata in questo luogo nel 1857, grazie all'impegno dei membri del "Congrès Médical de France" che si era svolto a Parigi nel 1845.

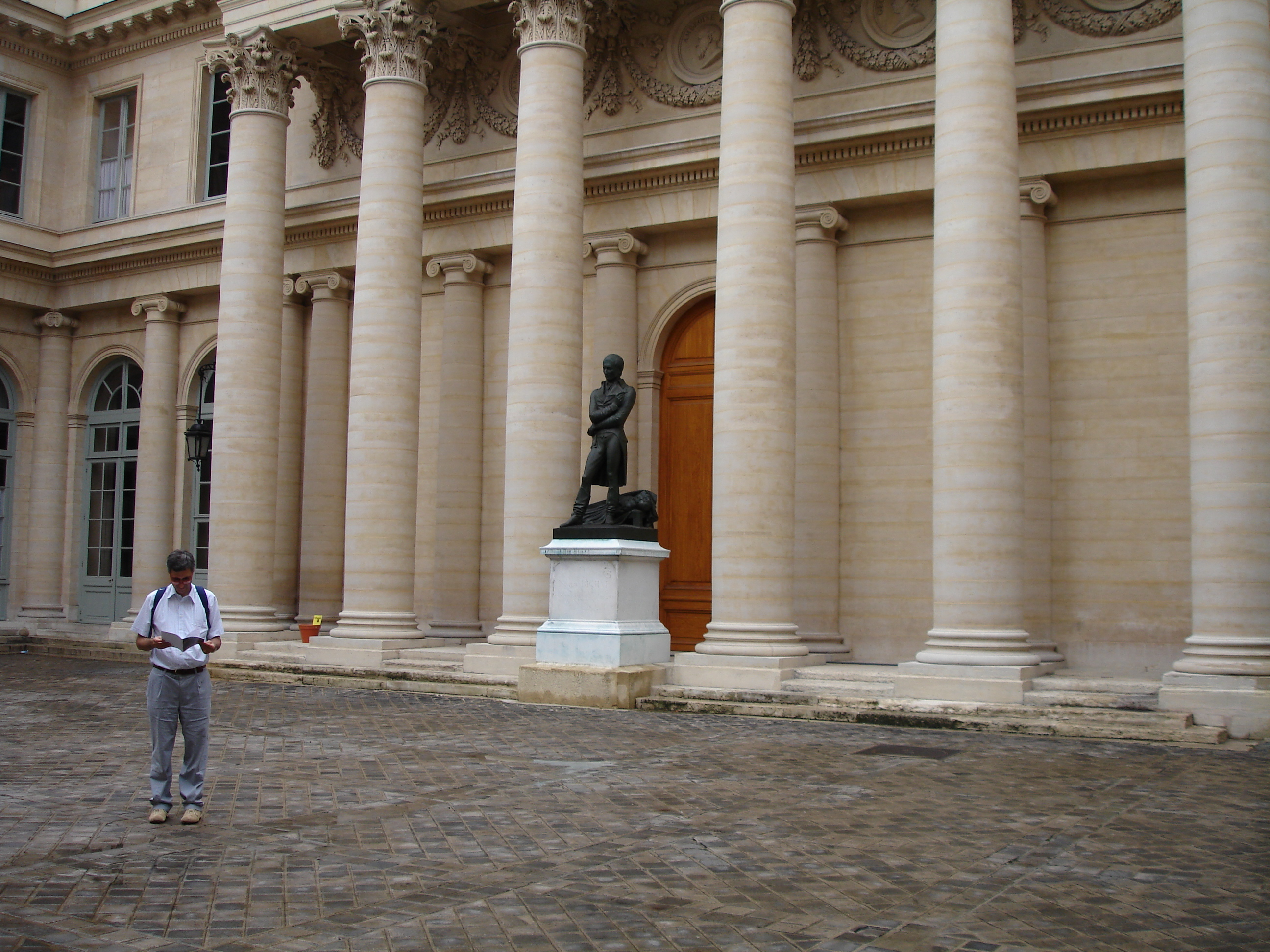
La statua nel suo contesto
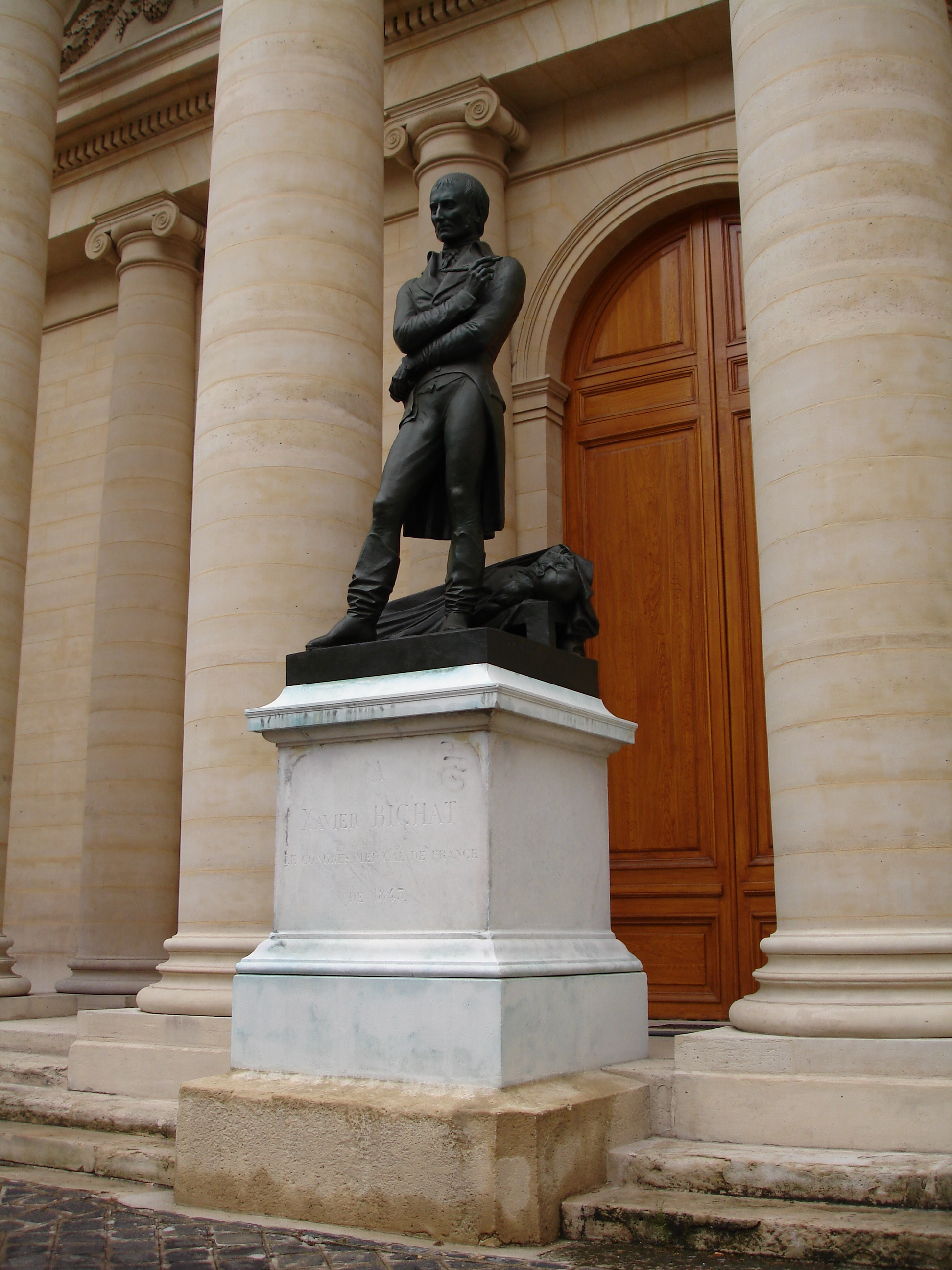
Visione ravvicinata